# Fabrica de Țigarete din Iași
Fabrica de Țigarete din Iași a fost o fabrică înființată în anul 1864 în municipiul Iași, pentru producerea de țigarete și alte produse de tutun. Clădirile fostei Fabrici de Țigarete (în ruină) se află situate pe Șos. Națională nr. 1.
Fosta manufactură de tutun, azi Fabrica de Țigarete din Iași, este inclusă pe lista monumentelor istorice din județul Iași, având codul  IS-II-m-B-03953 . Pe această listă, este trecut anul 1894 ca an al construcției clădirii. În anul 2003 și-a încetat activitatea.

## Istoric
Manufactura de tutun din Iași este una dintre cele mai vechi fabrici înființate pe teritoriul orașului Iași, ea datând din anul 1864 .
În anul 1875, pe un teren viran situat între calea ferată și râul Bahlui, s-a început construcția unor clădiri mai mari cu destinație industrială, clădiri care mai există și în prezent. La sfârșitul anului 1876, după finalizarea lucrărilor de construcție a clădirilor industriale, noua fabrică a început să funcționeze.
Odată cu reglementarea activității de producție a tutunului, Manufactura din Iași a intrat în anul 1879 în proprietatea statului, fiind inclusă în Regia Monopolurilor Statului. De-a lungul timpului, fabrica și-a extins și diversificat activitatea, construindu-se noi ateliere, depozite, uzina termică, uzina electrică, depozite pentru carburanți etc. Utilajele vechi au fost înlocuite cu altele noi. Fabrica a fost inclusă în anul 1929 în Casa Autonomă a Monopolurilor Regatului României.
Ca urmare a luptelor purtate la Iași în cel de-al doilea război mondial, Fabrica de Țigarete este bombardată în aprilie 1944, clădirile sale fiind distruse în mare parte. După ce linia frontului s-a deplasat, s-au realizat reconstruirea clădirilor avariate și s-au adus utilaje de la fabrici cu același profil din țară. Astfel, în anul 1945 s-a reluat activitatea de producție.
Între anii 1950-1967, Fabrica de Țigarete din Iași a fost dotată cu noi mașini de confecționat țigarete și mașini pentru tăiat tutun, în scopul creșterii capacității de producție.
În anul 1992, două mașini de tipărit KD35 și Kaiser datând de la sfârșitul secolului al XIX-lea au fost transferate Muzeului Științei și Tehnicii din Iași. La acel moment, cele mai vechi utilaje care funcționau în halele fabricii datau din anii '60 ai secolului al XX-lea .
În anul 1998, Fabrica de Țigarete Iași producea, zilnic, 12 tone de țigări.
Ca urmare a executării silite a Societății Naționale „Tutunul Românesc” S.A., clădirile fabricii și dotările tehnice ale acesteia au trecut în proprietatea publică a statului, fiind administrate de Ministerul Finanțelor Publice prin HG. 1269/2002. În iunie 2003, Fabrica de Țigarete din Iași a fost închisă în urma restructurării Societății Naționale "Tutunul Românesc" (SNTR), fiind disponibilizați cei 200 de angajați ai fabricii de la acel moment . Din acel moment, clădirile fabricii s-au aflat într-un proces de degradare continuă, o parte din anexe fiind deja distruse.

## Depozitul de tutun
Clădirea cunoscută sub numele de „Depozitul de tutun” din cadrul fostei Fabrici de Țigarete este aflată pe lista monumentelor istorice, fiind construită în anul 1894. Ea are o suprafață construită de 1427,7 mp și o suprafață desfășurată de 5797 mp, cu trei etaje și mansardă.